# Antarktis-Vertrag

Emblem des Antarktis-Vertrags

Der Antarktis-Vertrag ist eine internationale Übereinkunft, die festlegt, dass die unbewohnte Antarktis zwischen 60 und 90 Grad südlicher Breite ausschließlich friedlicher Nutzung, besonders der wissenschaftlichen Forschung, vorbehalten bleibt. Der Vertrag wurde auf der Antarktiskonferenz 1959 von zwölf Signatarstaaten in Washington beraten und trat 1961 in Kraft. Er hat große politische Bedeutung, weil er der erste internationale Vertrag nach dem Ende des Zweiten Weltkrieges war, der die Prinzipien der friedlichen Koexistenz zwischen Staaten unterschiedlicher Gesellschaftsordnung fixierte.

## Leitgedanke
Der Antarktis-Vertrag sollte an das Internationale Geophysikalische Jahr 1957/58 anknüpfen. In diesem Zeitraum hatten sich verschiedene Staaten auf gemeinsame Forschungen in der Antarktis verständigt.
Ziele des Vertrages sind es, das ökologische Gleichgewicht in der Antarktis zu wahren, die Antarktis für friedliche Zwecke zu nutzen, die internationale Kooperation zu fördern und die wissenschaftliche Erforschung zu unterstützen. Militärische Übungen und Operationen sind deshalb ebenso untersagt wie der Abbau von Bodenschätzen.

## Verträge
Das Antarktische Vertragssystem (Antarctic Treaty System) ist ein Netzwerk von internationalen Vereinbarungen über die Angelegenheiten der Antarktis mit verschiedenen nachfolgenden Abkommen, die auf Basis des Grundvertrages abgeschlossen wurden.
Der Vertrag wurde am 1. Dezember 1959 in Washington, D.C. unterzeichnet und trat am 23. Juni 1961 in Kraft.
Folgeverträge des Abkommens von 1959:
- Vereinbarte Maßnahmen zur Erhaltung der antarktischen Fauna und Flora (Agreed Measures for the Conservation of the Antarctic Flora and Fauna) 1964 – Übernahme in bestehenden Vertrag
- CCAS – Übereinkommen zur Erhaltung der antarktischen Robben (Convention for the Conservation of Antarctic Seals) 1972
- CCAMLR – Übereinkommen über die Erhaltung der lebenden Meeresschätze der Antarktis (Convention on the Conservation of Antarctic Marine Living Resources) 1980
- CRAMRA – Übereinkommen zur Regelung der Tätigkeiten im Zusammenhang mit mineralischen Ressourcen der Antarktis (Convention on the Regulation of Antarctic Mineral Resource Activities) – Dieses Übereinkommen wurde von keinem Staat ratifiziert, deshalb ist es niemals in Kraft getreten.[1] Es wurde drei Jahre später durch das folgende Abkommen ersetzt:
- Umweltschutzprotokoll zum Antarktisvertrag (Protocol on Environmental Protection to the Antarctic Treaty) 1991. Dieses Protokoll trat 1998 in Kraft.

## Völkerrecht
Im Antarktis-Vertrag einigten sich diejenigen Staaten, die Ansprüche oder Anspruchsvorbehalte in der Antarktis haben, ihre Gebietsansprüche ruhen zu lassen und auf die wirtschaftliche Ausbeutung oder militärische Nutzung zu verzichten, um die Antarktis stattdessen gemeinsam wissenschaftlich zu erforschen. Die Initiative für diesen Vertrag ging vom Internationalen Geophysikalischen Jahr 1957/58 aus.
Der Vertrag lädt alle Staaten der Welt ein, sich an der wissenschaftlichen Erforschung der Antarktis zu beteiligen. Konsultativvertragspartei mit Stimmrecht kann werden, wer dem Vertrag beigetreten ist und dauerhaft erhebliche Forschungen in der Antarktis betreibt.
Im Völkerrecht der Antarktis überschneiden sich das im Antarktischen Vertragssystem begründete Recht mit dem internationalen Seerecht, den Konventionen zur Nutzung des Ozeanbodens und des Weltraums sowie den Konventionen zum Umweltschutz.

## Verwaltung
Die „Verwaltung“ der Antarktis, die es auf Grund der völkerrechtlichen Situation eigentlich gar nicht gibt, wird im Wesentlichen durch zwei Organisationen übernommen. Das Scientific Committee on Antarctic Research (SCAR) vereinigt weltweit alle wissenschaftlichen Institutionen mit einem Interesse an der Antarktis und koordiniert die wissenschaftliche Forschung. SCAR wurde 1958 während des Internationalen Geophysikalischen Jahres gegründet und setzt die damals getroffenen Vereinbarungen bis heute um.
Das Council of Managers of National Antarctic Programs (COMNAP) ist der „Rat der Leiter der nationalen Antarktisprogramme“ und koordiniert die Tätigkeit der Behörden, die für die nationalen Antarktisprogramme zuständig sind.
Darüber hinaus wurde seit Mitte der 1980er Jahre versucht, ein Sekretariat für das Antarktische Vertragssystem einzurichten. Die Gastgeberländer der Treffen der Konsultativvertragsparteien des Antarktis-Vertrages (ATCM – Antarctic Treaty Consultative Meeting) haben in den 1990er Jahren Internetseiten eingerichtet, die die Ergebnisse der Konsultativtreffen öffentlich machen. Seit September 2004 ist das Sekretariat für den Antarktisvertrag ATS (Antarctic Treaty Secretariat) in Buenos Aires eingerichtet.
Exekutivsekretäre des Antarktis-Vertrages waren:
- 2004–2009 Jan Huber (Niederlande)
- 2009–2017 Manfred Reinke[3] (Deutschland)
- 2017–0000 Albert Lluberas Bonaba[4] (Uruguay)

## Vertragsstaaten

Vertragsstaaten
Konsultativstaaten mit Gebietsanspruch
Konsultativstaat mit zurückgestelltem Gebietsanspruch
Konsultativstaat ohne Gebietsanspruch (Ansprüche weder anerkannt noch gefordert)
Vertragsstaat ohne Stimmrecht
kein Vertragsstaat

Bei den Vertragsstaaten im Antarktischen System unterscheidet man zwischen Konsultativstaaten und normalen Vertragsstaaten. Um Konsultativstaat zu werden, muss ein Staat erhebliche wissenschaftliche Forschungsarbeiten durchführen und eine wissenschaftliche Station in der Antarktis einrichten oder eine wissenschaftliche Expedition entsenden. Ein Konsultativstaat ist bei den Konsultativtagungen stimmberechtigt.
Die zwölf Staaten, die den Antarktis-Vertrag am 1. Dezember 1959 unterschrieben, sind Konsultativstaaten. Dies sind: Argentinien, Australien, Chile, Frankreich, Großbritannien, Neuseeland und Norwegen (die alle Gebietsansprüche in der Antarktis erheben), sowie Belgien, Japan, die Sowjetunion (heute Russland), Südafrika und die Vereinigten Staaten, die keine territorialen Ansprüche in der Antarktis erheben.
Seit 1961 haben weitere 45 Staaten diesen Vertrag unterschrieben. 17 von diesen wurden später zu Konsultativstaaten, jedoch ohne Aussicht auf territorialen Gebietsanspruch. Neben den zwölf Signatarstaaten zählen zu den Konsultativstaaten heute Polen (Vertragsstaat seit 1961/Konsultativstaat seit 1977), Bundesrepublik Deutschland (1979/1981), Brasilien (1975/1983), Indien (1983/1983), Volksrepublik China (1983/1985), Uruguay (1980/1985), Italien (1981/1987), Schweden (1984/1988), Spanien (1982/1988), Finnland (1984/1989), Peru (1981/1989), Südkorea (1986/1989), Ecuador (1987/1990), die Niederlande (1967/1990), Bulgarien (1978/1998), die Ukraine (1992/2004) und Tschechien (1993/2014). Auch die Deutsche Demokratische Republik unterschrieb 1974 den Vertrag und wurde 1987 Konsultativstaat.
Die Vertragsstaaten, die seit 1961 dazukamen, sind die Tschechoslowakei (1962–1992), Dänemark (1965), Rumänien (1971), Papua-Neuguinea (1981), Ungarn (1984), Kuba (1984), Griechenland (1987), Nordkorea (1987), Österreich (1987), Kanada (1988), Kolumbien (1989), die Schweiz (1990), Guatemala (1991), die Slowakei (1993), die Türkei (1996), Venezuela (1999), Estland (2001), Belarus (2006), Monaco (2008), Portugal (2010), Malaysia (2011), Pakistan (2012), Kasachstan (2015), Mongolei (2015), Island (2015), Slowenien (2019), Costa Rica (2022), San Marino (2023) und die Vereinigten Arabischen Emirate (2024). Diese Staaten sind bei den Konsultativtagungen nicht stimmberechtigt.

## Konsultativtagungen
Bisher gibt es nur ein einziges Steuerungsgremium im antarktischen Vertragssystem, die Konsultativtagungen (offizieller Name ist ATCM: Antarctic Treaty Consultative Meetings), die bis 1991 alle zwei Jahre stattfanden. Bisher (Stand 2025) haben 29 der 45 Vertragsstaaten den Konsultativstatus inne, das heißt, sie sind bei diesen Tagungen stimmberechtigt. Diese Staaten bringen ihr besonderes Interesse an der Antarktis durch erhebliche wissenschaftliche Forschungstätigkeiten zum Ausdruck.
Die Themen der Konsultativtagungen widmeten sich bisher vor allem der Verbesserung der wissenschaftlichen Zusammenarbeit, wie sie im Antarktis-Vertrag vorgesehen ist, und der institutionellen Fortentwicklung des antarktischen Systems. Der Umweltschutz wurde in den vergangenen Jahren zu einem Hauptthema, für das ein Regelwerk von inzwischen über 200 Empfehlungen und Maßnahmen geschaffen wurde. Eine vollständige Liste aller Konsultativtagungen findet sich auf der Website des Sekretariats des Antarktis-Vertrages.
Die Konsultativtagungen fanden wie folgt statt:
1. Canberra, Australien (1961)
2. Buenos Aires, Argentinien (1962)
3. Brüssel, Belgien (1964)
4. Santiago de Chile, Chile (1966)
5. Paris, Frankreich (1968)
6. Tokio, Japan (1970)
7. Wellington, Neuseeland (1972)
8. Oslo, Norwegen (1975)
9. London, Großbritannien (1977)
10. Washington, D.C., USA (1979)
11. Buenos Aires, Argentinien (1981)
12. Canberra, Australien (1983)
13. Brüssel, Belgien (1985)
14. Rio de Janeiro, Brasilien (1987)
15. Paris, Frankreich (1989)
16. Bonn, Deutschland (1991)
17. Venedig, Italien (1992)
18. Kyōto, Japan (1994)
19. Seoul, Südkorea (1995)
20. Utrecht, Niederlande (1996)
21. Christchurch, Neuseeland (1997)
22. Tromsø, Norwegen (1998)
23. Lima, Peru (1999)
24. Sankt Petersburg, Russland (2001)
25. Warschau, Polen (2002)
26. Madrid, Spanien (2003)
27. Kapstadt, Südafrika (2004)
28. Stockholm, Schweden (2005)
29. Edinburgh, Großbritannien (2006)
30. Neu-Delhi, Indien (2007)
31. Kiew, Ukraine (2008)
32. Baltimore, Vereinigte Staaten (2009)
33. Punta del Este, Uruguay (2010)
34. Buenos Aires, Argentinien (2011)
35. Hobart, Australien (2012)
36. Brüssel, Belgien (2013)
37. Brasília, Brasilien (2014)
38. Sofia, Bulgarien (2015)
39. Santiago de Chile, Chile (2016)
40. Peking, China (2017)
41. Buenos Aires, Argentinien (2018)
42. Prag, Tschechien (2019)
43. Paris, Frankreich (2021)
44. Berlin, Deutschland (2022)
45. Helsinki, Finnland (2023)
46. Kochi, Indien (2024)
47. Mailand, Italien (2025)

Daneben gab es auch einige Sonderkonsultativtagungen (wie beispielsweise vom 11.–15. September 2000 in den Niederlanden mit dem zentralen Thema des Umweltschutzes), Diplomatische Treffen und Experten treffen (wie beispielsweise vom 6.–9. April 2010 in Svolvær, Norwegen zum Thema Klimawandel).

## Gebietsansprüche

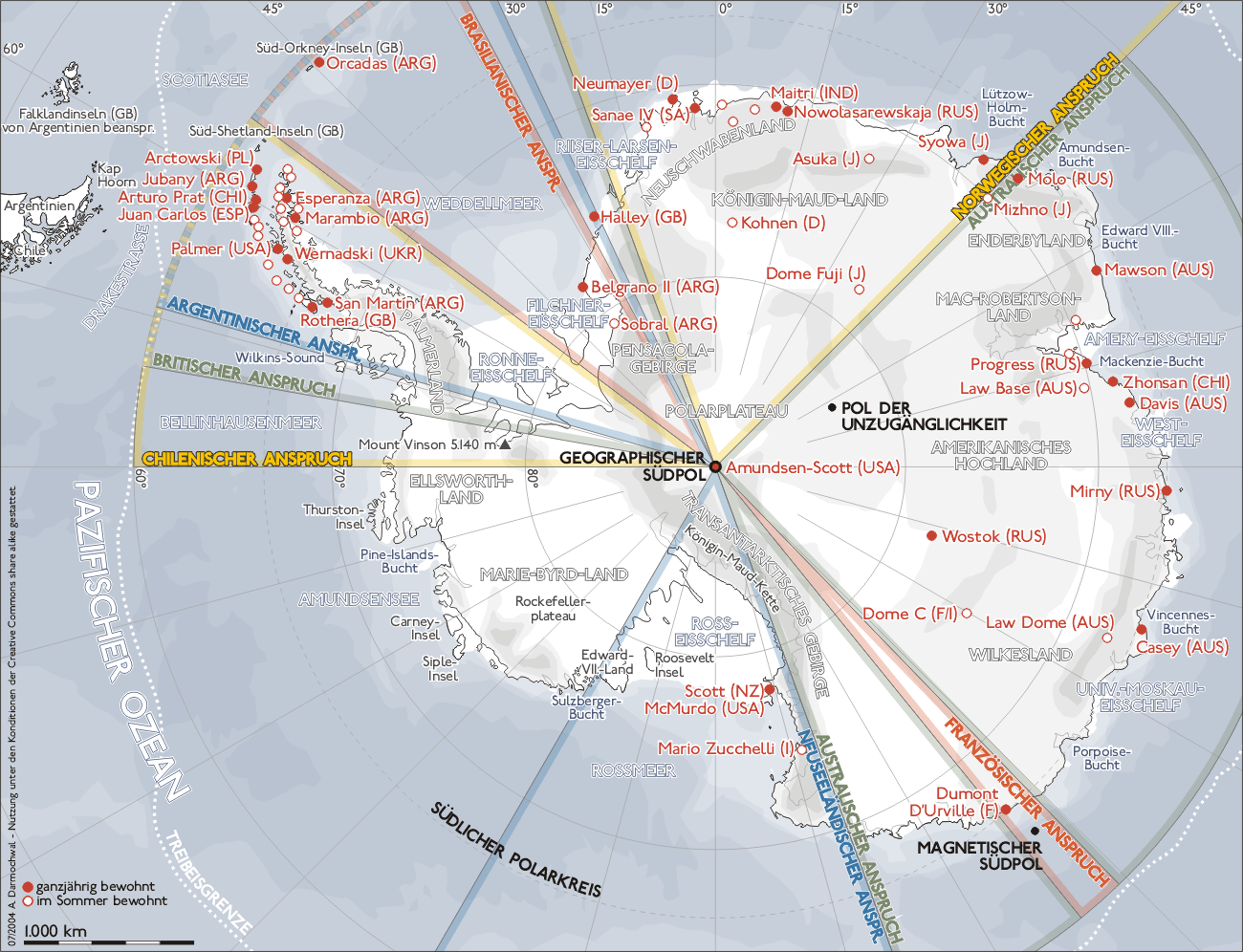
Antarktis: Geographie, Ansprüche und Forschungsstationen

Auch wenn der Antarktis-Vertrag Gebietsansprüche in der Antarktis untersagt, so gibt es sie, doch sie wurden mit Eintreten dieses Vertrages sozusagen „eingefroren“. Weitere Gebietsansprüche sind dem Vertragswerk nach nicht erlaubt. Somit hat der Antarktis-Vertrag die politischen Ansprüche nicht endgültig geklärt.
Gebietsansprüche werden von Argentinien, Australien, Chile, Frankreich, Großbritannien, Neuseeland und Norwegen erhoben. Dabei überschneiden sich einige der beanspruchten Territorien, einzelne Flächen der Antarktis bleiben hingegen unbeansprucht. Brasilien hat ein Gebiet als „Interessenszone“ deklariert, ohne jedoch formelle Gebietsansprüche daraus abzuleiten.
Die Gebietsansprüche der Antarktis sind von den einzelnen Staaten wie folgt begründet:
- Großbritannien
Das Land (20° W bis 80° W, 1908, überlappt mit den argentinischen, brasilianischen und chilenischen Ansprüchen) stützt seine Ansprüche auf Besitzergreifungen, die in früherer Zeit durch Forschungsreisen gemacht wurden. So wurden z. B. 1819 die Südlichen Shetlandinseln durch Kapitän Smith und 1821 die Südlichen Orkneyinseln durch Powell für das Vereinigte Königreich ergriffen. Außerdem hat Großbritannien zahlreiche Forschungsprojekte in der Grahamland-Region unterstützt und unterhält mehrere Ganzjahresstationen.
- Argentinien Das Land (25° W bis 74° W, angemeldet 1943, überlappt teilweise mit den britischen und chilenischen Ansprüchen) stützt seine Ansprüche einerseits durch die Verwaltungsschritte in der Region und andererseits durch den wissenschaftlichen Nachweis, dass Grahamland und die vorgelagerten Inseln die direkte natürliche Fortsetzung Südamerikas darstellen. Argentinien ist laut eigener Aussage der nächste Anlieger dieser Region (obwohl Chile geographisch näher liegt). Die Gebietsansprüche von Argentinien haben einen eigenen Namen: Antártida Argentina (Argentinische Antarktis). Die Region untersteht der Seeverwaltung von Feuerland in Ushuaia. Als Verwaltungsmaßnahmen gibt es mehrere Ganzjahres-Stationen.
- Chile 
Das Land (53° W bis 90° W, 1924, überlappt mit den argentinischen und britischen Ansprüchen) stützt seine Ansprüche auf seine Lage als nächstgelegener Anliegerstaat und auf den wissenschaftlichen Nachweis, dass Grahamland die Fortsetzung der Anden ist. Auch der chilenische Gebietsanspruch trägt einen eigenen Namen: Territorio Chileno Antártico (Antarktisches Chilenisches Territorium) und untersteht verwaltungsmäßig der Region Magallanes. Es gibt in dem bezeichneten Gebiet drei Ganzjahres-Stationen, die der Armee unterstellt sind.
- Norwegen
Das Land (45° O bis 20° W, 1939) stützt seine Ansprüche auf den Besitz der Peter-I.-Insel durch die Tatsache der ersten Landung und Flaggenhissung. Außerdem hat Norwegen die Insel genau vermessen und kartiert. Die Insel wurde 1929 unter norwegischen Schutz gestellt und die formelle Annexion erfolgte 1933. Die Küste des Königin-Maud-Landes wurde zwischen 1927 und 1937 von norwegischen Expeditionen und Walfängern erkundet, am 14. Januar 1939 erhob Norwegen einen Gebietsanspruch mit einer Königlichen Proklamation über das Territorium unter norwegischer Souveränität in der Antarktis.[9]
- Frankreich
Das Land (142° O bis 136° O, 1924) begründet seine Ansprüche auf die Tatsache der Entdeckung und Besitzergreifung von 1840. Es regelte die verwaltungsmäßige Angliederung, als diese Gebiete 1924 dem Gouverneur von Madagaskar unterstellt wurden. Das Gebiet, welches von Frankreich beansprucht wird, heißt Terre Adélie und gehört seit 1955 zu den Französischen Süd- und Antarktisgebieten.
- Australien
Das Land (160° O bis 142° O und 136° O bis 45° O, 1933) stützt seine Ansprüche auf die Tatsache, dass australische Expeditionen diese Gebiete erforscht haben und dass Australien der natürliche Anlieger der südlich Australiens gelegenen antarktischen Küste ist. Dieses Territorium wird als Australian Antarctic Territory bezeichnet und untersteht der australischen Bundesregierung. Die Verwaltungsmaßnahmen sind drei Ganzjahres-Stationen.
- Neuseeland
Das Land (150° W bis 160° O, 1923) begründet seine Ansprüche durch die aktive Beteiligung an der Erforschung der Antarktis von australischen und britischen Expeditionen und dem Unterhalt eigener Forschungsstationen. Einige Häfen Neuseelands waren Ausgangspunkte dieser Expeditionen.

Neben diesen Gebietsansprüchen im Geltungsbereich des Vertrages existiert noch eine weitere Reihe von Ansprüchen auf subantarktische und antarktische Inseln, die durch den Antarktis-Vertrag nicht berührt werden. So beanspruchen beispielsweise Norwegen die Bouvetinsel und Frankreich die Crozetinseln und Kerguelen.
Deutschland hat in der Vergangenheit keinen Anspruch auf ein Gebiet in der Antarktis erhoben. Eine deutsche Expedition entdeckte zwar 1938/1939 das sogenannte Neuschwabenland und nahm es für das Deutsche Reich durch Beflaggung in Besitz. 1952 übte die Bundesregierung im Namen der Bundesrepublik Deutschland jedoch lediglich das Recht der geographischen Namensgebung aus.
Südafrika wiederum erhob zwischen 1963 und 1994 ebenfalls Gebietsansprüche, hat sie aber aufgegeben. Die übrigen Vertragsstaaten des Antarktis-Vertrages sind zwar an der Antarktis interessiert, machen aber keine territorialen Ansprüche geltend, sondern gebrauchen die Antarktis nur zu Forschungszwecken, wie der Vertrag es vorsieht.
Die Vereinigten Staaten wiederum haben, obwohl 1929 Richard Evelyn Byrd und 1939 Lincoln Ellsworth im Namen der Vereinigten Staaten durchaus territorialen Besitz ergriffen, diese Ansprüche vom Kongress nicht bestätigen lassen. Die Regierung der Vereinigten Staaten erklärte, dass sie Gebietsansprüche nicht anerkenne und die gesamte Antarktis Niemandsland sei. Außerdem forderte sie, dass die Antarktis unter die gemeinsame Verwaltung der Vereinten Nationen gestellt werde.
Die frühere Sowjetunion hat zwar keinerlei Gebietsansprüche gestellt, doch verlangte die Regierung 1950 die Zuziehung bei territorialen Verhandlungen. Diese Ansprüche stützte sie auf die Erstentdeckung von Teilen der Antarktis durch den in russischen Diensten stehenden Deutsch-Balten Fabian Gottlieb von Bellingshausen 1820.

## Nicht abgedeckte Gebiete
Einige geographisch zur Antarktis gehörende Gebiete bzw. südlich der Antarktischen Konvergenz liegende Gebiete liegen nördlich des 60. Grades südlicher Breite und fallen daher nicht unter den Vertrag. Sie werden daher als Hoheitsgebiete verschiedener Staaten beansprucht, die ihre Hoheitsrechte dort auch wahrnehmen. Keines der Gebiete hat eine permanente Bevölkerung, aber einige haben permanent bemannte Forschungsstationen.
Die Gebiete sind:
- Bouvetinsel: ab 1825 britischer Besitz, 1928 verzichtet Großbritannien zugunsten von Norwegen, seit 1930 norwegischer Besitz
- Kerguelen: seit 1772 Gebiet von Frankreich
- Heard und McDonaldinseln: 1853/1854 erste gesicherte Beobachtung, dann von Großbritannien, seit 1947 an Australien übergeben
- Südgeorgien: seit 1775 Gebiet von Großbritannien (seit 1927 auch von Argentinien beansprucht)
- Südliche Sandwichinseln: seit 1775 Gebiet von Großbritannien (seit 1927 auch von Argentinien beansprucht)
- Shag Rocks: Gebiet von Großbritannien (seit 1927 auch von Argentinien beansprucht)

Innerhalb der Antarktischen Konvergenz liegen weiterhin:
- Antipoden-Inseln: 1800 entdeckt, heute Gebiet von Neuseeland
- Aucklandinseln: seit 1807 von Großbritannien beansprucht, seit 1863 Teil Neuseelands
- Macquarieinsel: seit 1810 von Großbritannien beansprucht, zunächst unter der Verwaltung von New South Wales, dann Tasmanien und heute Australien

## Umweltschutz
Der Schutz der Antarktis mit ihren empfindlichen Ökosystemen hat für die Konsultativstaaten immer größere Bedeutung gewonnen. Dabei standen insbesondere die Auswirkungen von Bergbauaktivitäten im Mittelpunkt. Die Ausbeutung der Rohstoffe der Antarktis würde Bergwerke, Industrieanlagen sowie Häfen erfordern. Dies hätte negative Auswirkungen auf die antarktische Umwelt und somit für das globale Klima. Die geschätzten Vorkommen unter der durchschnittlich 1,7 km dicken Eisschicht in der Antarktis sind 45 Mrd. Barrel Erdöl, 115 Milliarden m³ Erdgas, Titan, Chrom, Eisen, Kupfer, Kohle sowie die Edelmetalle Platin und Gold.
Die 1981 nach jahrelangen Erörterungen mit der Auswirkung einer vertraglichen Regelung beauftragte IV. Sonderkonsultativtagung endete 1988 in Wellington (Neuseeland) mit der Annahme des Textes für ein Ressourcenübereinkommen (CRAMRA). Dieses Übereinkommen ließ die Gewinnung mineralischer Rohstoffe unter strengen Umweltschutzvorschriften und Kontrollen in gesondert zu genehmigenden Einzelfällen zu. Da sich aber Frankreich und Australien 1989 überraschend von diesem Übereinkommen zurückzogen, konnte es nicht mehr in Kraft treten. So verstärkten sich die Stimmen, die für die Antarktis ein langfristiges Verbot von Bergbauaktivitäten forderten. Deutschland schloss sich diesen Forderungen an; es hatte die CRAMRA nicht unterzeichnet.
Somit wurde 1989 die XI. Sonderkonsultativtagung mit der Ausarbeitung eines umfassenden Umweltschutzsystems beauftragt. Sie endete mit der Annahme des Umweltschutzprotokolls (USP) zum Antarktis-Vertrag. Das USP hatte vier Anlagen: Umweltverträglichkeitsprüfungen, Schutz der antarktischen Flora und Fauna, Abfallbehandlung und Verhütung der Meeresverschmutzung. 1991 wurde auf der XVI. Konsultativtagung eine fünfte Anlage zu antarktischen Schutzgebieten beschlossen. Das USP trat am 14. Januar 1998 mit den Anlagen I, II, III und IV in Kraft, da die seinerzeitigen 26 Konsultativstaaten es alle ratifiziert hatten.
Das Protokoll von 1991 ergänzt den Antarktis-Vertrag und begründet ein umfassendes Umweltschutzsystem für den 6. Kontinent, das dem bisherigen Antarktisvertragswerk einen neuen Pfeiler hinzugefügt hat und für die internationale Zusammenarbeit beim Umweltschutz beispielhaft ist. Es umfasst materielle und Verfahrensregelungen für umweltgerechtes Verhalten und enthält ein Verbot von Bergbauaktivitäten. Die Bestimmungen können erst nach 50 Jahren auf einer Revisionskonferenz aufgehoben werden.
Neben dem Verbot von Bergbauaktivitäten enthält das Protokoll weitere Bestimmungen von maßgeblicher Bedeutung für den zukünftigen Umweltschutz in der Antarktis. Menschlichem Handeln werden durch die Umweltschutzgrundsätze nun Regeln gesetzt, die die überragende ökologische Bedeutung dieser Region für das Weltklima und die Umweltschutzinteressen der gesamten Menschheit hervorheben. Starke Betonung wird auf die internationale Zusammenarbeit, die Durchführung rechtzeitiger und umfassender Umweltverträglichkeitsprüfungen für geplante Unternehmungen, die Verabschiedung innerstaatlicher Durchsetzungsnormen, internationale Inspektionen, Regelungen zur Schadensabwehr und Haftung für Umweltschäden in der Antarktis gelegt.
In Deutschland wurde das Gesetz zur Ausführung des Umweltschutzprotokolls vom 4. Oktober 1991 zum Antarktis-Vertrag (kurz: AntarktUmwSchProtG, auch: Umweltschutzprotokoll-Ausführungsgesetz (AUG)) erlassen. Das AUG trat am 14. Januar 1998 mit der Ratifizierung des USP durch alle Konsultativstaaten in Kraft. Dadurch sind alle Tätigkeiten in der Antarktis, die in der Bundesrepublik Deutschland organisiert werden oder von ihrem Hoheitsgebiet ausgehen, unter einen Genehmigungsvorbehalt gestellt. Das heißt, sowohl Forschungstätigkeiten als auch touristische oder journalistische Aktivitäten in der Antarktis bedürfen einer Genehmigung. Das AUG benennt das Umweltbundesamt als nationale Genehmigungsbehörde.
Rechtsexperten der Konsultativstaaten in einer Arbeitsgruppe unter deutschem Vorsitz berieten von 1993 bis 1998 über Haftungsregelungen zur Ergänzung des Protokolls. Die neunte Sitzung der Arbeitsgruppe endete mit einem Bericht an die XXII. Konsultativtagung vom 26. Mai bis 5. Juni 1998 in Tromsø, Norwegen.
Auf dieser Tagung wurde die Arbeitsgruppe aufgelöst, da deren Mandat als erfüllt angesehen wurde. Seit der XXIII. Konsultativtagung in Lima (Peru) wird nun über den Haftungsanhang verhandelt.

## Geschichte

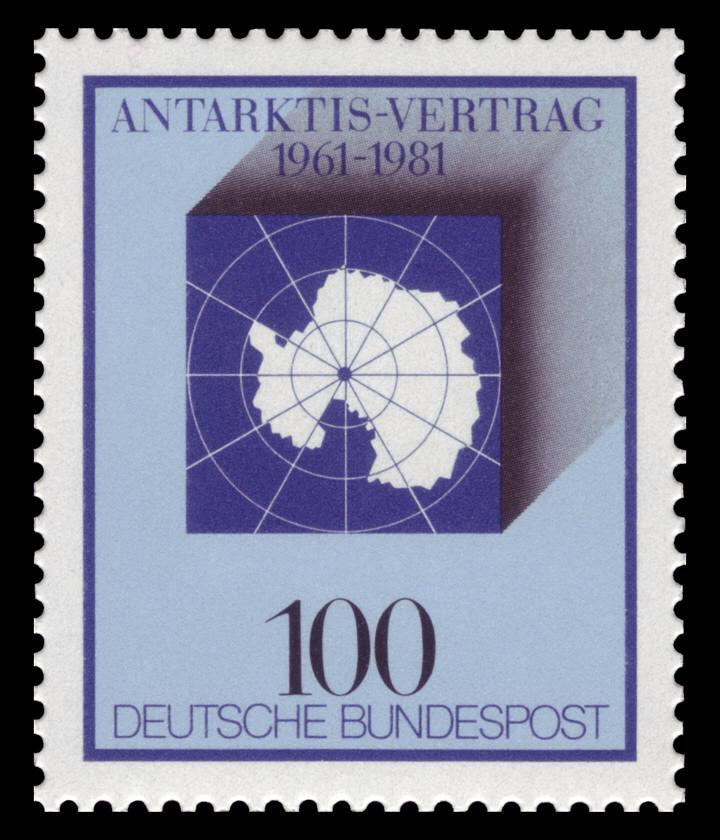
Sondermarke vom 12. November 1981

Intensive internationale Zusammenarbeit im Rahmen des Internationalen Geophysikalischen Jahres 1957/1958 trug nicht nur wissenschaftliche Früchte – auch in der Politik wirkten sich die Erfahrungen der gemeinsamen Forschungsprojekte und die neu gewonnenen Erkenntnisse aus: Während bisher die in der Polarforschung aktivsten Staaten auch immer dafür sorgten, neue Gebiete in der Antarktis zu beanspruchen, änderte sich dies nun.
Schon 1948 hatten die Vereinigten Staaten vorgeschlagen, die Antarktis entweder den Vereinten Nationen oder einer aus acht Staaten bestehenden Organisation zu unterstellen. Zu diesem Zeitpunkt existierten bereits Gebietsansprüche von Neuseeland, Australien, Frankreich, Norwegen, Großbritannien, Chile und Argentinien. Weitere Ansprüche waren bereits absehbar. Um zu verhindern, dass die Antarktis in ein Mosaik aus Gebietsansprüchen und Kolonien zerfiel, wurden die Wissenschaftler aktiv.
Auf ihre Anregung hin entstand 1958 ein Internationales wissenschaftliches Komitee für Antarktisforschung (SCAR). In dieser regierungsunabhängigen Organisation organisierten und koordinierten Wissenschaftler aus mehr als zwanzig Ländern die Polarforschung auf internationaler Ebene. Dieser Initiative folgte noch im selben Jahr ein Meilenstein der internationalen Politik und Wissenschaft: Am 1. Dezember 1959 unterzeichneten nun Regierungsvertreter von zwölf Nationen den Antarktis-Vertrag. Der Vertrag trat 1961, nach der Ratifizierung durch alle Unterzeichnerstaaten, in Kraft und galt zunächst für 30 Jahre. Seit 1991 können Änderungen beschlossen werden, wenn ein Konsultativstaat darum ersucht.
2002 wurde der Antarktis-Vertrag (Handbook of the Antarctic Treaty System) von den Vereinigten Staaten aktualisiert.

## Vertragsinhalt
| Artikel       | Inhalt |
| ------------- | --- |
| Artikel 1     | Das Gebiet darf ausschließlich friedlich genutzt werden; militärische Aktivitäten und Waffentests sind verboten, militärisches Personal und Ausrüstung kann jedoch für wissenschaftliche Forschung und andere friedliche Zwecke eingesetzt werden; |
| Artikel 2     | Die Freiheit der wissenschaftlichen Untersuchung und Kooperation soll fortbestehen; |
| Artikel 3     | Freier Austausch von Informationen und Personal in Kooperation mit den UN und anderen internationalen Organisationen; |
| Artikel 4     | Es werden keine territorialen Ansprüche diskutiert oder etabliert und für die Dauer des Vertrags sollen keine neuen Ansprüche angemeldet werden;                                                                                                   |
| Artikel 5     | Nukleare Explosionen oder Entsorgung radioaktiven Abfalls sind verboten; |
| Artikel 6     | Gegenstand des Vertrags sind alle Land- und Eisflächen südlich des 60. Breitengrades; |
| Artikel 7     | Beobachter aus Vertragsstaaten genießen freien Zugang, einschließlich Luftbeobachtung, zu allen Gebieten, Einrichtungen und Ausrüstungen; alle Aktivitäten und der Einsatz militärischen Personals müssen im Voraus angekündigt werden;            |
| Artikel 8     | Beobachter und Wissenschaftler unterliegen der Rechtsprechung ihrer eigenen Staaten; |
| Artikel 9     | Es sollen regelmäßige Konsultationstreffen zwischen den Vertragsstaaten stattfinden; |
| Artikel 10    | Die Vertragsstaaten sollen versuchen, alle Aktivitäten in der Antarktis zu unterbinden, die dem Vertrag widersprechen; |
| Artikel 11    | Möglicher Streit soll von allen betroffenen Parteien friedlich ausgetragen und notfalls vom Internationalen Gerichtshof entschieden werden; |
| Artikel 12–14 | behandeln die Unterstützung, Interpretation und Ergänzung des Vertrags zwischen den beteiligten Nationen. |